# Chichli
Chichli är en ort i Indien.   Den ligger i distriktet Narsimhapur och delstaten Madhya Pradesh, i den centrala delen av landet, 700 km söder om huvudstaden New Delhi. Chichli ligger 346 meter över havet och antalet invånare är 10 225.
Terrängen runt Chichli är platt. Runt Chichli är det tätbefolkat, med 276 invånare per kvadratkilometer. Närmaste större samhälle är Gādarwāra, 10,8 km norr om Chichli. Trakten runt Chichli består till största delen av jordbruksmark.